# Сыропятское (обгонный пункт)
Сыропя́тское — обгонный пункт на главном ходу Транссиба, расположенный в Кормиловском районе Омской области.
Одноименный населённый пункт.

## История
Основана в 1896 году как железнодорожный посёлок Омской железной дороги.
Название получено по ближайшему крупному селу — Сыропятское, расположенному приблизительно в 10 километрах от обгонного пункта.

## Пассажирское движение
На 2016 год пассажирское движение представлено электропоездами, курсирующими по перегону «Омск—Татарская», для которых Сыропятское является 12-й остановкой от Омска.